# Saint-Joire
Saint-Joire ist eine französische Gemeinde mit 232 Einwohnern (Stand 1. Januar 2022) im Département Meuse in der Region Grand Est (vor 2016 Lothringen). Sie gehört zum Arrondissement Commercy, zum Kanton Ligny-en-Barrois und zum Gemeindeverband Portes de Meuse. Die Einwohner werden Saint-Georgiens genannt.

## Geografie
Die Gemeinde wird von dem Fluss Ornain durchquert. Umgeben wird Saint-Joire von den Nachbargemeinden Tréveray im Norden, Reffroy im Nordosten, Demange-aux-Eaux im Osten, Houdelaincourt im Südosten und Süden, Bonnet im Süden, Ribeaucourt im Südwesten sowie Biencourt-sur-Orge im Südwesten und Westen.

## Bevölkerungsentwicklung
| Jahr                       | 1962 | 1968 | 1975 | 1982 | 1990 | 1999 | 2006 | 2011 | 2019 |
| Einwohner                  | 423  | 416  | 321  | 321  | 260  | 278  | 261  | 239  | 239  |
| Quellen: Cassini und INSEE |      |      |      |      |      |      |      |      |      |

## Sehenswürdigkeiten

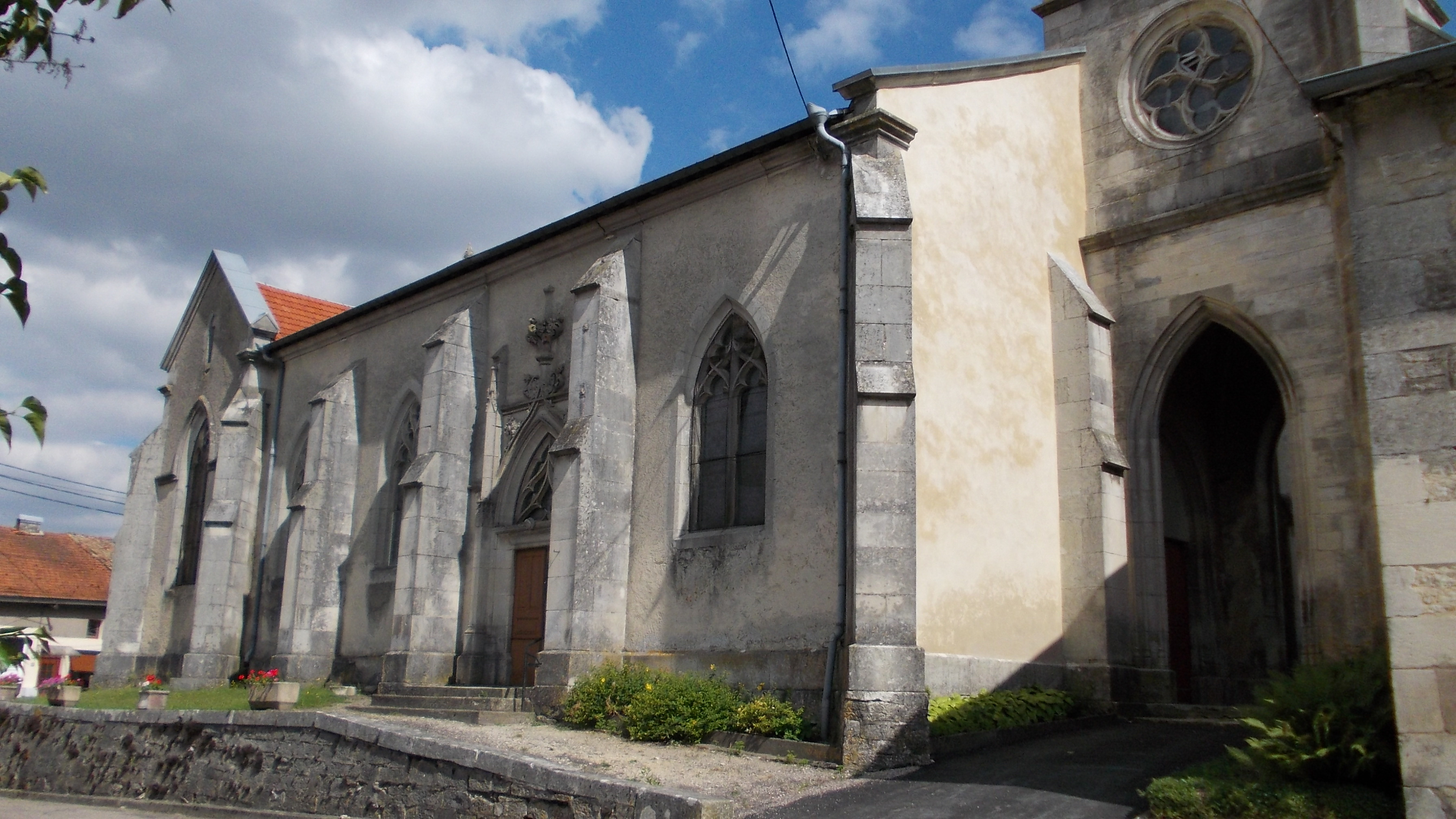
Kirche Saint-Georges
- Ehemalige Zisterzienserabtei von Les Vaux-en-Ornois, 1130 gegründet, 1791 aufgelöst, nur noch wenige Fundamentreste
- Pfarrhaus von 1828

- Kirche Saint-Georges